# Louis van der Laaken
Louis van der Laaken (Arnhem, 10 oktober 1878 – aldaar, 29 december 1912) was een Nederlands violist, dirigent en componist.
Hij was zoon van Johanna Maria Wilhelmina van der Laaken (vader onbekend). Hijzelf was getrouwd met Gesina Frederika Meeuwissen. Hij werd begraven op Moscowa.
Hij kreeg zijn muziekopleiding van Hendrik Arnoldus Meijroos (muziekschool) en Cornelis Hendrik Coster (privé) en verkreeg zijn diploma aan NTV voor het geven van vioolles. Hij kon echter met een toelage gegeven door een vermogende Arnhemmer en koningin Wilhelmina der Nederlanden enige tijd harmonieleer en contrapunt studeren bij Bernard Zweers in Amsterdam. Hij werd organist van de Hervormde Kerk in Rheden en dirigent van Zangvereniging Richard Hol in Arnhem en David in Oosterbeek. Hij was toen ook piano-, viool en muziektheorieleraar. Hij heeft als violist enkele soloconcerten op zijn naam staan te Velp en Arnhem. Ook schreef hij in beperkte mate muziekkritieken voor bladen als Dagblad voor Arnhem en Omstreken, Arnhemsch Dagblad en Het Orgel.
Zijn werklijst bestaat uit een 25-tal stukken, die alle in de vergetelheid zijn geraakt:
- opus 1: Koninginnemarsch voor orkest (première 3 februari 1901)
- opus 2: Orkeststuk voor piano en orkest, nog uitgevoerd in 1946 met solist Willy Meeuwisse, waarbij men invloeden vond van Robert Schumann en Felix Mendelssohn-Bartholdy[1]
- opus 3: Concertartia Gequetst ben ik van binnen; voor zangstem en orkest (13 maart 1904 uitgevoerd onder leiding van de componist
- opus 4: Ganymedes, ouverture voor orkest (uitvoering 13 maart 1904)
- opus 5: De Doge van Venetië, zangspel met piano (niet uitgegeven)
- opus 6: onbekend
- opus 7: Drie liederen voor zangstem en piano, waaronder Schemering van 't woud van Frederik van Eeden
- opus 8: Die gemenge koren (uitgegeven bij Wagenaar te Utrecht)
- opus 9: Jagerscene, voor driestemmig kinderkoor
- opus 10: Het eigenzinnige krabbetje, driestemmige ballade met piano
- opus 11: Neerlandsch lied, voor een of twee zangstemmen en piano
- opus 12: Vogelenfee, cantate voor solist en driestemmig koor
- opus 13: Symfonie-ode in vijf delen voor sopraan, gemengd koor en orkest (première 1905 te Arnhem onder leiding van de componist)
- opus 14: Drie cantiones sacrae, voor viool en orgel
- opus 15: onbekend
- opus 16: Strijkkwartet
- opus 17: Symfonische fantasie (uitgevoerd door het Utrechts Stedelijk Orkest onder leiding van Wouter Hutschenruyter, 27 februari 1907)
- opus 18: onbekend
- opus 19: onbekend
- opus 20: Vier orkeststukken over personen uit Ein Kampf um Rome van Felix Dahn (een totale uitvoering vond plaats in 1901 in Arnhem)
- opus 21.1: Het Korenveld voor kinderkoor en piano
- opus 21.2: Stadsrat voor kinderkoor en piano
- opus 22: Das Göttliche voor mannenkoor a capella
- opus 23: Predikerzanger voor bassolist en orgel
- opus 24: Een priestercantate voor familie Verhoeven (Utrecht)
- opus 25: Twee contiones sacrae voor solo-orgel.

Hij overleed aan longontsteking vlak nadat de muziekgids van J.H. Letzer was uitgegeven.